# Подводные лодки проекта 941 «Акула»
Подводные лодки проекта 941 «Акула» (SSBN «Typhoon» по кодификации НАТО) — серия советских и российских атомных стратегических подводных лодок третьего поколения. Основное вооружение — 20 баллистических ракет Р-39 (РСМ-52). Самые большие в мире по водоизмещению подводные лодки, единственные классифицированные как тяжёлые ракетные подводные крейсеры. Всего было построено шесть кораблей, по состоянию на 2025 год три корабля утилизированы, ещё три — ТК-17, ТК-20 и ТК-208 — выведены из состава флота и находятся в Северодвинске. С марта 2025 года ТК-208 готовится к установке в Санкт-Петербурге в качестве музейного корабля.

## История
Тактико-техническое задание на проектирование ТРПКСН было выдано в декабре 1972 года ЦКБ МТ «Рубин», главным конструктором проекта был назначен С. Н. Ковалёв.
Новый тип ракетных подводных крейсеров позиционировался как ответ на строительство США ПЛАРБ типа «Огайо» (первые лодки обоих проектов были заложены практически одновременно в 1976 году).

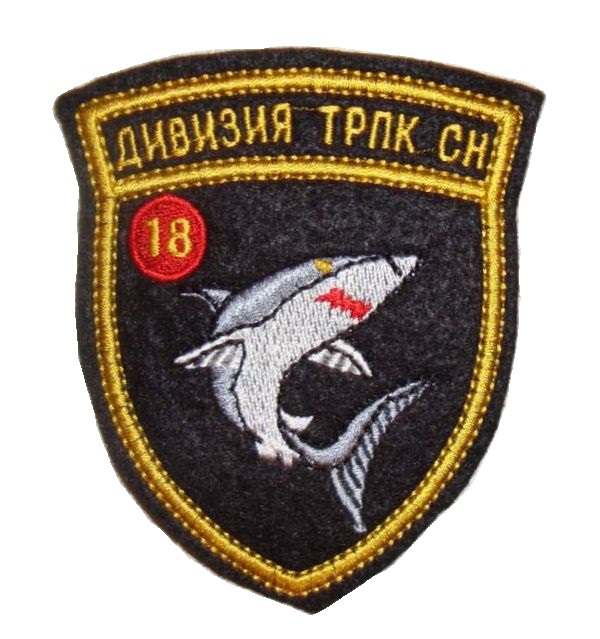
Нарукавный шеврон 18-й дивизии подводных лодок, в которую входили все «Акулы»

Размеры нового корабля обуславливались габаритами и массой новых твердотопливных трёхступенчатых межконтинентальных баллистических ракет Р-39 (РСМ-52) (около 100 тонн каждая), которыми планировалось вооружить лодку. По сравнению с ракетами «Трайдент-I», которыми оснащались американские «Огайо», ракета Р-39 обладала лучшими характеристиками дальности полёта, забрасываемой массы и имела 10 блоков против 8 у «Трайдента». Однако, при этом Р-39 оказалась почти вдвое длиннее и втрое тяжелее американского аналога. Для размещения столь больших ракет стандартная схема компоновки РПКСН не подошла. 19 декабря 1973 года правительством было принято решение о начале работ по проектированию и строительству стратегических ракетоносцев нового поколения.
Первая лодка этого типа под наименованием 208-й тяжёлый крейсер (ТК-208)) была заложена на предприятии «Севмаш» в июне 1976 года, спуск на воду состоялся 29 сентября 1980 года. Перед спуском в носовой части ниже ватерлинии на борт подлодки было нанесено изображение акулы, позднее нашивки с акулой появились и на форме экипажа.
Несмотря на более поздний запуск проекта, головной крейсер вышел на морские испытания на месяц раньше американской «Огайо» (4 июля 1981 года).
ТК-208 вступил в строй 12 декабря 1981 года.
Всего планировалось построить 12 лодок проекта 941 «Акула», затем серию сократили до 10 лодок. Однако было заложено, спущено на воду и введено в строй всего 6 таких лодок, с 1981 по 1989 год. Планировавшиеся седьмой, восьмой, девятый и десятый корабли так и не были заложены; для седьмого готовились корпусные конструкции (см. ниже), а остальные три лодки серии и вовсе остались на стадии предварительной подготовки к строительству.
Строительство «9-этажных» подводных лодок обеспечивало заказами более 1000 предприятий Советского Союза; только на «Севмаше» 1219 человек, участвовавших в создании этого уникального корабля, получили правительственные награды.
Впервые широко о создании серии «Акула» сообщил Л. Брежнев весной 1981 года на XXVI съезде КПСС, заявив:
Американцами создана новая подводная лодка «Огайо» с ракетами «Трайдент-I». Аналогичная система — «Тайфун» имеется и у нас.
Брежнев специально назвал «Акулу» «Тайфуном», чтобы ввести противников по холодной войне в заблуждение. Фактически на тот момент был спущен на воду и достроен только головной корабль, ТК-208, но и он вступил в строй лишь в конце 1981 года.
Для обеспечения перезарядки ракетами и торпедами в 1986 году был построен дизель-электрический транспорт-ракетовоз «Александр Брыкин» проекта 11570 с полным водоизмещением 16 000 т, он принимал на борт до 16 БРПЛ.
В 1987 году ТК-12 «Симбирск» осуществил длительный высокоширотный поход в Арктику с неоднократной заменой экипажей.
27 сентября 1991 года во время учебного пуска в Белом море на ТК-17 «Архангельск» в шахте взорвалась и сгорела учебная ракета. Взрывом была сорвана крышка шахты, а боевая часть ракеты — выброшена в море. Во время инцидента экипаж не пострадал; лодка была вынуждена встать на небольшой ремонт.
В 1997 году на Северном флоте прошли испытания, в ходе которых с борта ТК-20, экипаж под командованием капитана 1-го ранга А. С. Богачёва, был произведён залповый пуск 20 ракет Р-39.

## Конструкция

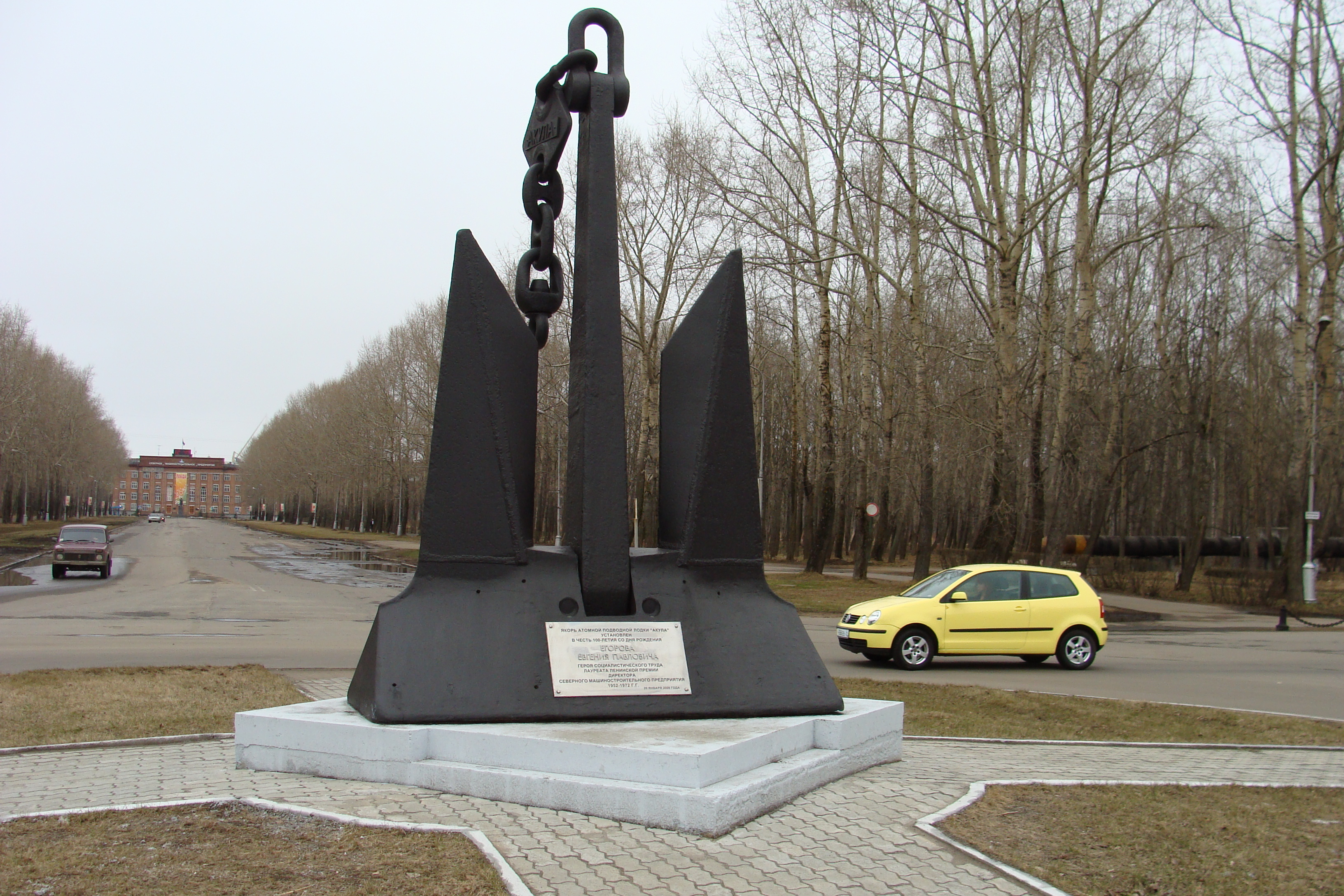
Якорь «Акулы» в Северодвинске

Энергетическая установка выполнена в виде двух независимых эшелонов, расположенных в разных прочных корпусах. Реакторы оснащены системой автоматического гашения при потере электроснабжения и импульсной аппаратурой для контроля состояния реакторов. При проектировании в ТТЗ включался пункт о необходимости обеспечения безопасного радиуса, для этого были разработаны и проверены экспериментами в опытных отсеках методы расчёта динамической прочности сложных узлов корпуса (крепление модулей, всплывающих камер и контейнеров, межкорпусные связи).
Для постройки «Акул» на «Севмаше» был специально возведён новый цех № 55 — самый большой крытый эллинг в мире. Корабли обладают большим запасом плавучести — более 40 %. В погруженном состоянии ровно половина водоизмещения приходится на балластную воду, за что лодки получили на флоте неофициальное название «водовоз», а в конкурирующем КБ «Малахит» — «победа техники над здравым смыслом». Одной из причин такого решения являлось требование к разработчикам обеспечить наименьшую осадку корабля для возможности использования существующих пирсов и ремонтных баз. Также, именно большой запас плавучести, вкупе с прочной рубкой, позволяет лодке проламывать лёд толщиной до 2,5 метров, что впервые позволило вести боевое дежурство в высоких широтах вплоть до северного полюса.

### Устройство корабля

Общая схема внутреннего устройства ТРПКСН проекта 941: 1 — лёгкий корпус; 2 — 533-мм носовые торпедные аппараты; 3 — прочный корпус; 4 — носовые выдвижные горизонтальные рули; 5 — люки аварийного покидания ПЛ; 6 — торпедный отсек; 7 — гидроакустический отсек; 8 — шахты баллистических ракет Р-39; 9 — центральный пост; 10 — спасательные всплывающие камеры; 11 — выдвижные устройства; 12 — ограждение выдвижных устройств; 13 — отсек радиотехнического вооружения; 14 — реакторный отсек; 15 — люки всплывающих антенн связи; 16 — крыло, защищающее винто-рулевую группу от льда; 17 — турбинный отсек; 18 — КШР (кормовая шлюзовая рубка); 19 — гидродинамические направляющие; 20 — вертикальное кормовое оперение; 21 — вертикальные рули; 22 — гребной винт в кольцевой насадке; 23 — кормовые горизонтальные рули; 24 — антенна ГАС; 25 — выдвижные подруливающие устройства; 26 — ракетные отсеки; 27 — отсеки живучести; 28 — ядерный реактор; 29 — линия главного гребного вала; 30 — горизонтальное кормовое оперение; 31 — носовой прочный модуль; 32 — главный прочный корпус (правый); 33 — главный прочный корпус (левый); 34 — центральный прочный модуль; 35 — кормовой прочный модуль; 36 — цистерна быстрого погружения
i — командирский перископ; ii — универсальный перископ; iii — радиосекстант; iv — радиолокационный комплекс; v — РКП; vi, viii — радиоантенны систем связи; vii — радиопеленгатор; ix — антенна системы космической навигации; x — ГПБА
Объёмы лёгкого корпуса
Отсеки прочного корпуса
20 шахт баллистических ракет. Вертикальные и горизонтальные рули

### Корпус

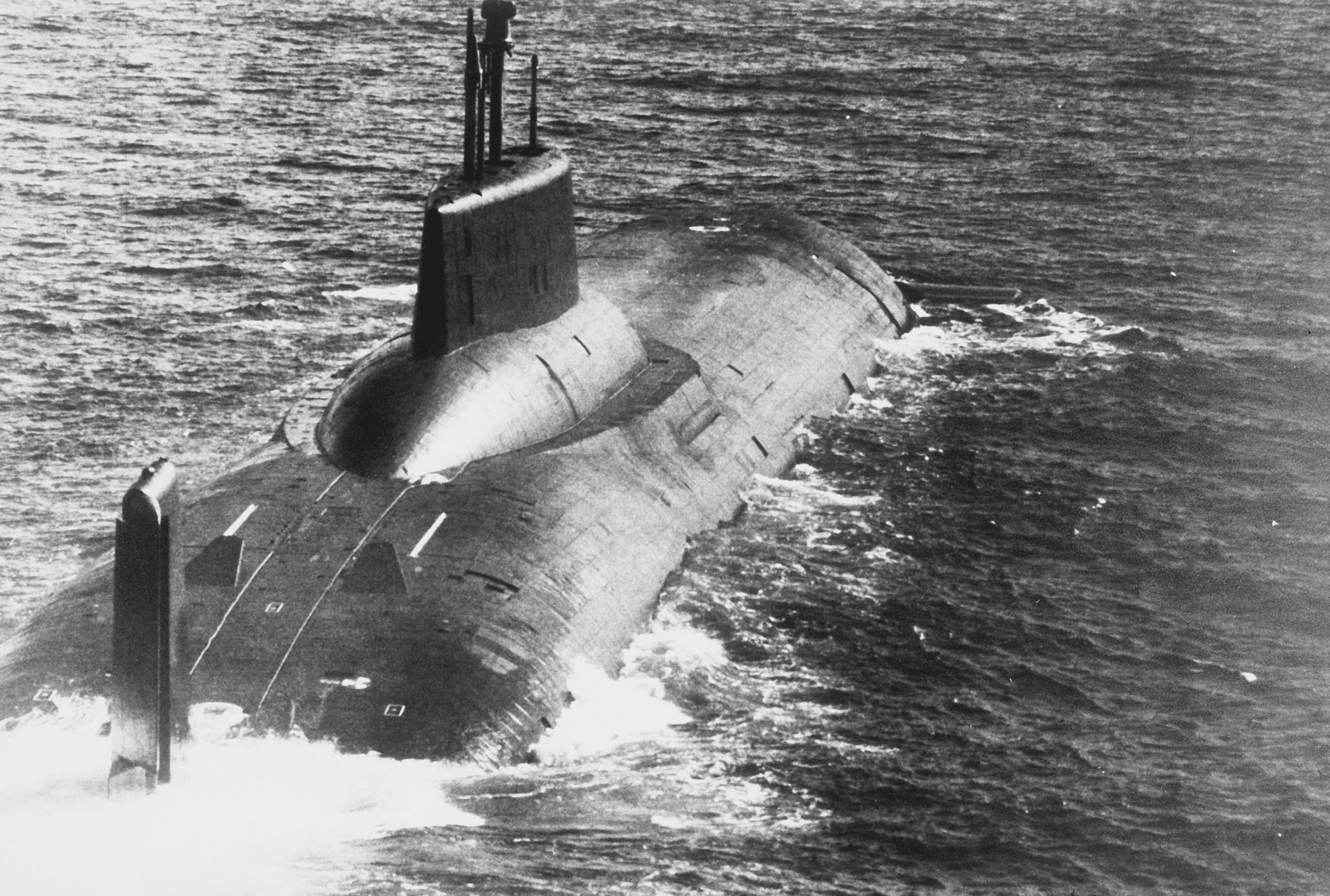
«Акула», вид с правой раковины

Особенностью конструкции лодки является наличие внутри лёгкого корпуса пяти обитаемых прочных корпусов. Два из них являются основными, имеют максимальный диаметр 10 метров и расположены параллельно друг другу, по принципу катамарана. В передней части корабля, между главными прочными корпусами, расположены ракетные шахты, которые впервые были размещены впереди рубки. Каждый из главных корпусов разделён на 8 отсеков, также имеются три отдельных герметичных отсека: торпедный, модуль управления с центральным постом и кормовой механический. Вынос и размещение трёх отсеков в пространство между основными корпусами позволило повысить пожаробезопасность и живучесть лодки. По мнению генерального конструктора С. Н. Ковалёва
То, что произошло на «Курске» (проект 949А), на 941 проекте таких катастрофических последствий иметь не могло. На «Акуле» торпедный отсек выполнен в виде отдельного модуля. И взрыв торпеды не привёл бы к разрушению нескольких носовых отсеков и гибели всего экипажа.
Оба главных прочных корпуса соединены между собой тремя переходами через промежуточные прочные отсеки-капсулы: в носу, в центре и в корме. Общее число водонепроницаемых отсеков лодки — 19. Две всплывающие спасательные камеры, рассчитанные на весь экипаж, размещены у основания рубки под ограждением выдвижных устройств.
Прочные корпуса изготовлены из титановых сплавов, лёгкий — стальной, покрыт нерезонансным противолокационным и звукоизолирующим резиновым покрытием общим весом 800 т.
По мнению американских специалистов, звукоизолирующими покрытиями снабжены и прочные корпуса лодки.
Корабль получил развитое крестообразное кормовое оперение с горизонтальными рулями, размещёнными непосредственно за винтами. Передние горизонтальные рули выполнены убирающимися.
Для того, чтобы лодки были способны нести дежурства в высоких широтах, ограждение рубки выполнено очень прочным, способным проламывать лёд толщиной 2-2,5 м (зимой толщина льда в Северном ледовитом океане варьирует от 1,2 до 2 м, а в некоторых местах достигает 2,5 м). Снизу поверхность льда покрыта наростами в виде сосулек или сталактитов значительных размеров. При всплытии подводный крейсер, убрав носовые рули, медленно прижимается к ледяному потолку специально приспособленным для этого носом и ограждением рубки, после чего резко продуваются цистерны главного балласта.

### Силовая установка
Главная ядерная энергетическая установка спроектирована по блочному принципу и включает в себя два водо-водяных реактора на тепловых нейтронах ОК-650 с тепловой мощностью по 190 МВт и мощностью на валу — 2×50 000 л. с., а также две паротурбинные установки, расположенные по одной в обоих прочных корпусах, что значительно повышает живучесть лодки. Применение двухкаскадной системы резинокордной пневматической амортизации и блочной компоновки механизмов и оборудования позволило значительно улучшить виброизоляцию агрегатов и, тем самым, снизить шумность лодки.
В качестве движителей используются два низкооборотных малошумных семилопастных гребных винта фиксированного шага. Для уменьшения уровня шума винты установлены в кольцевых обтекателях (фенестронах).
На лодке имеются резервные средства движения — два электродвигателя постоянного тока по 190 кВт. Для маневрирования в стеснённых условиях имеется подруливающее устройство в виде двух откидных колонок с электродвигателями по 750 кВт и поворотными гребными винтами. Подруливающие устройства размещены в носовой и кормовой частях корабля.

### Обитаемость
Экипаж размещён в условиях повышенной комфортности. На лодке имеются салон для отдыха, спортивный зал, плавательный бассейн размером 4×2 м и глубиной 2 м, заполняемый пресной или солёной забортной водой с возможностью подогрева, солярий, обшитая дубовыми досками сауна, «живой уголок». Рядовой состав размещается в маломестных кубриках, командный состав — в двух- и четырёхместных каютах с умывальниками, телевизорами и системой кондиционирования. Есть две кают-компании: одна — для офицеров, другая — для мичманов и матросов. Субмарины типа «Акула» моряки называют «плавучим „Хилтоном“».

### Регенерация среды
В 1984 году за участие в работах по созданию ТРПКСН пр. 941 «Акула» ФГУП «Специальное конструкторско-технологическое бюро по электрохимии с опытным заводом» (до 1969 года — Московский электролизный завод) награждено орденом Трудового Красного Знамени.

## Вооружение

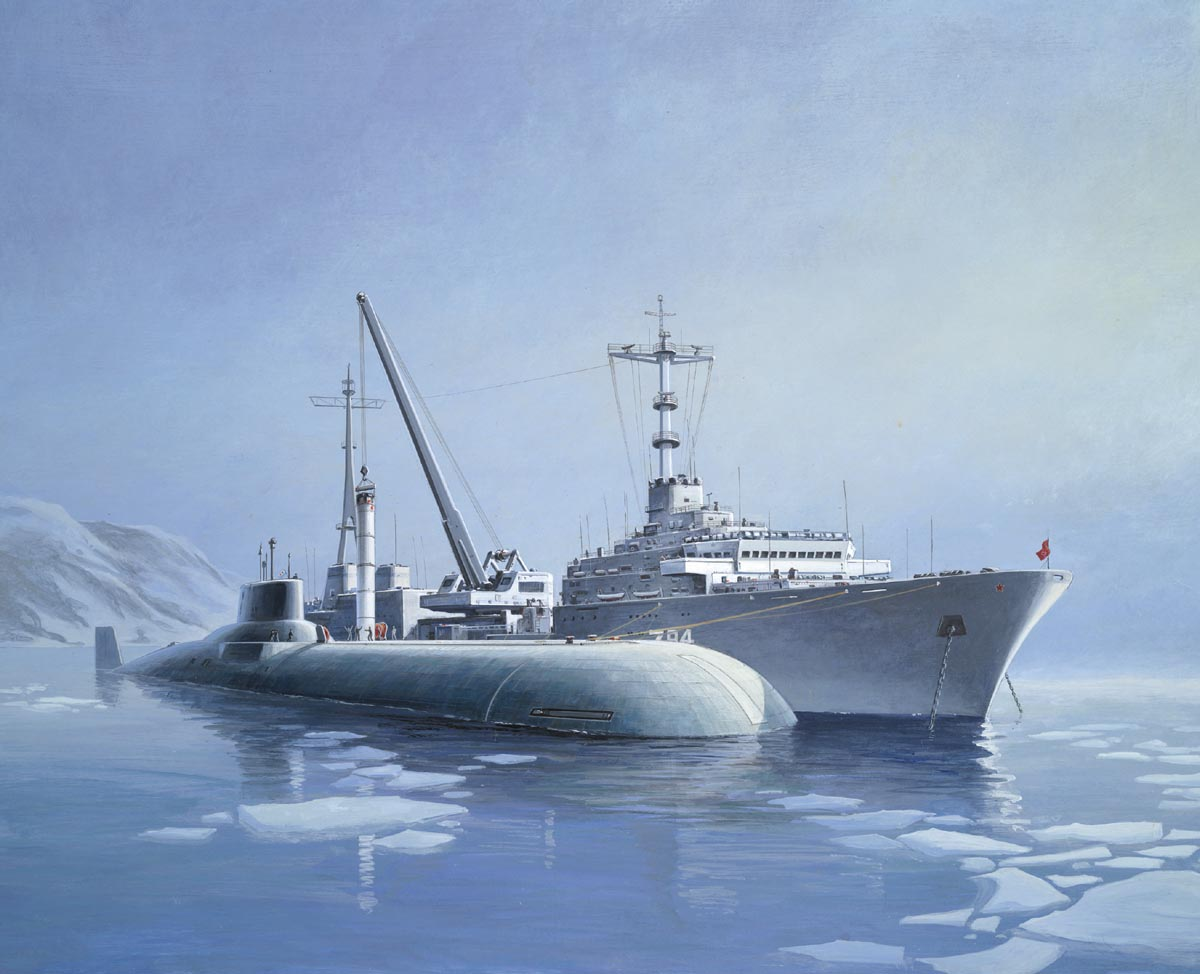
«Акула» и «Александр Брыкин», иллюстрация из журнала The Threat in the 1980's

Основное вооружение — ракетный комплекс Д-19 с 20 трёхступенчатыми твердотопливными баллистическими ракетами Р-39 «Вариант». Эти ракеты обладают наибольшей стартовой массой (вместе с пусковым контейнером — 90 т) и длиной (17,1 м) из принятых на вооружение БРПЛ. Боевая дальность ракет — 8300 км, боевая часть — разделяющаяся: 10 боеголовок с индивидуальным наведением по 100 килотонн в тротиловом эквиваленте каждая. Из-за больших габаритов Р-39 лодки проекта «Акула» были единственными носителями этих ракет. Конструкция ракетного комплекса Д-19 испытывались на специально переоборудованной по проекту 619 дизельной субмарине БС-153, которая базировалась в Севастополе, но на ней смогли разместить только одну шахту для Р-39 и ограничились семью запусками бросковых макетов.
Старт всего боекомплекта ракет «Акулы» может быть осуществлён одним залпом с малым интервалом между стартом отдельных ракет. Запуск возможен как из надводного, так и из подводного положений на глубинах до 55 м и без ограничений по погодным условиям. Благодаря амортизационной ракетно-стартовой системе АРСС старт ракеты осуществляется из сухой шахты с помощью порохового аккумулятора давления, что позволяет уменьшить интервал между запусками и уровень предстартового шума. Одна из особенностей комплекса — с помощью АРСС ракеты подвешиваются у горловины шахты. При проектировании предусматривалось размещение боекомплекта из 24 ракет, но, по решению главнокомандующего ВМФ СССР адмирала С. Г. Горшкова, их число было сокращено до 20.
Так как существующие суда снабжения не могли оперировать со столь тяжёлыми ракетами, то для комплексного снабжения подводных лодок проекта 941 в 1983-1986 годах было построено специализированное судно — морской транспорт вооружений проекта 11570, получивший имя «Александр Брыкин». Транспорт мог нести на борту 16 ракет Р-39 и загружать их на лодку прямо в море. В 1994 году транспорт встал на средний ремонт, из которого уже не вышел. Списан в 2006 году, утилизирован в Клайпеде.
В 1986 году было принято постановление правительства о разработке усовершенствованного варианта ракеты — Р-39УТТХ «Барк». В новой модификации планировалось увеличение дальности стрельбы до 10 000 км и реализация системы прохождения через лёд. Перевооружение первых трёх ракетоносцев планировалось проводить в 1988—1999 годах, следующих трёх — после 2000 года.
В 1998 году после третьего неудачного пуска Министерство обороны решило прекратить работы над готовым на 73 % комплексом. Разработать другую твердотопливную БРПЛ «Булава» поручили Московскому институту теплотехники, разработчику «сухопутной» МБР «Тополь-М».
Кроме стратегического вооружения, на лодке установлено 6 торпедных аппаратов калибра 533 мм, предназначенных для стрельбы торпедами и ракето-торпедами, а также для постановки минных заграждений.
Противовоздушная оборона обеспечивается восемью комплектами ПЗРК «Игла-1».
Ракетоносцы проекта «Акула» оснащаются следующим радиоэлектронным вооружением:
- боевая информационно-управляющая система «Омнибус»;
- аналоговый гидроакустический комплекс «Скат-КС», планировалась установка «Скат-2М» на все корабли в ходе их модернизации[33], но в итоге его получили только достроенные последними ТК-17 и ТК-20, а на ТК-208 в процессе среднего ремонта установлен цифровой «Скат-3»;
- гидроакустическая станция миноискания МГ-519 «Арфа»;
- эхоледомер МГ-518 «Север»;
- радиолокационный комплекс МРКП-58 «Буран»;
- навигационный комплекс «Симфония»;
- комплекс радиосвязи «Молния-Л1» с системой спутниковой связи «Цунами»;
- телевизионный комплекс МТК-100;
- две всплывающие антенны буйкового типа, позволяющие принимать радиосообщения, целеуказания и сигналы спутниковой навигации при нахождении на глубине до 150 м и подо льдами.

## Сравнительная оценка

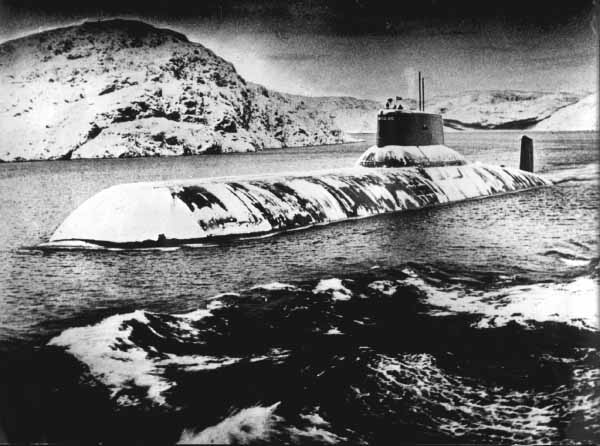
ТК-202 во льдах, 1984 год

У ВМС США находится на вооружении только одна серия стратегических лодок — «Огайо», относящаяся к третьему поколению (построено 18, из них 4 впоследствии переоборудованы под крылатые ракеты «Томагавк»). Первые АПЛ этой серии вступали в строй одновременно с «Акулами». За счёт заложенной в «Огайо» возможности последовательной модернизации (в том числе и шахтами с запасом места и со сменными стаканами) на них используется один тип баллистических ракет — Trident II D-5 вместо первоначальных Trident I С-4. По количеству ракет и числу РГЧ «Огайо» превосходят и советские «Акулы», и российские «Бореи».
«Огайо», в отличие от российских подводных лодок, предназначены для боевых дежурств в открытом океане в сравнительно тёплых широтах, тогда как российские субмарины регулярно дежурят в Арктике, находясь при этом на относительном мелководье шельфа и вдобавок под слоем льда, что оказывает существенное влияние на конструкцию лодок. У подводников ВМС США плавание на мелководье подо льдами Арктики считается очень рискованным.
Предшественники «Акул» — подводные лодки проектов 667А, 675 и их модификации, из-за повышенной шумности были прозваны американскими военными «ревущими коровами», районы их боевых дежурств находились у берегов США — в зоне действия мощных противолодочных соединений, к тому же им приходилось преодолевать противолодочный рубеж НАТО между Гренландией, Исландией и Великобританией.
В СССР и России основную часть ядерной триады составляют наземные РВСН. По оценке генерал-лейтенанта РВСН Льва Волкова:
Не имеет смысла вложение средств в стационарные пусковые установки РВСН. При достигнутой точности на ракетах США «Трайдент-II» и «МХ» наши ракеты поражаются одним блоком с вероятностью, близкой к единице. Это значит, что стационарные ПУ усиливают лишь потенциал упреждающего удара и не могут служить надежным средством сдерживания.

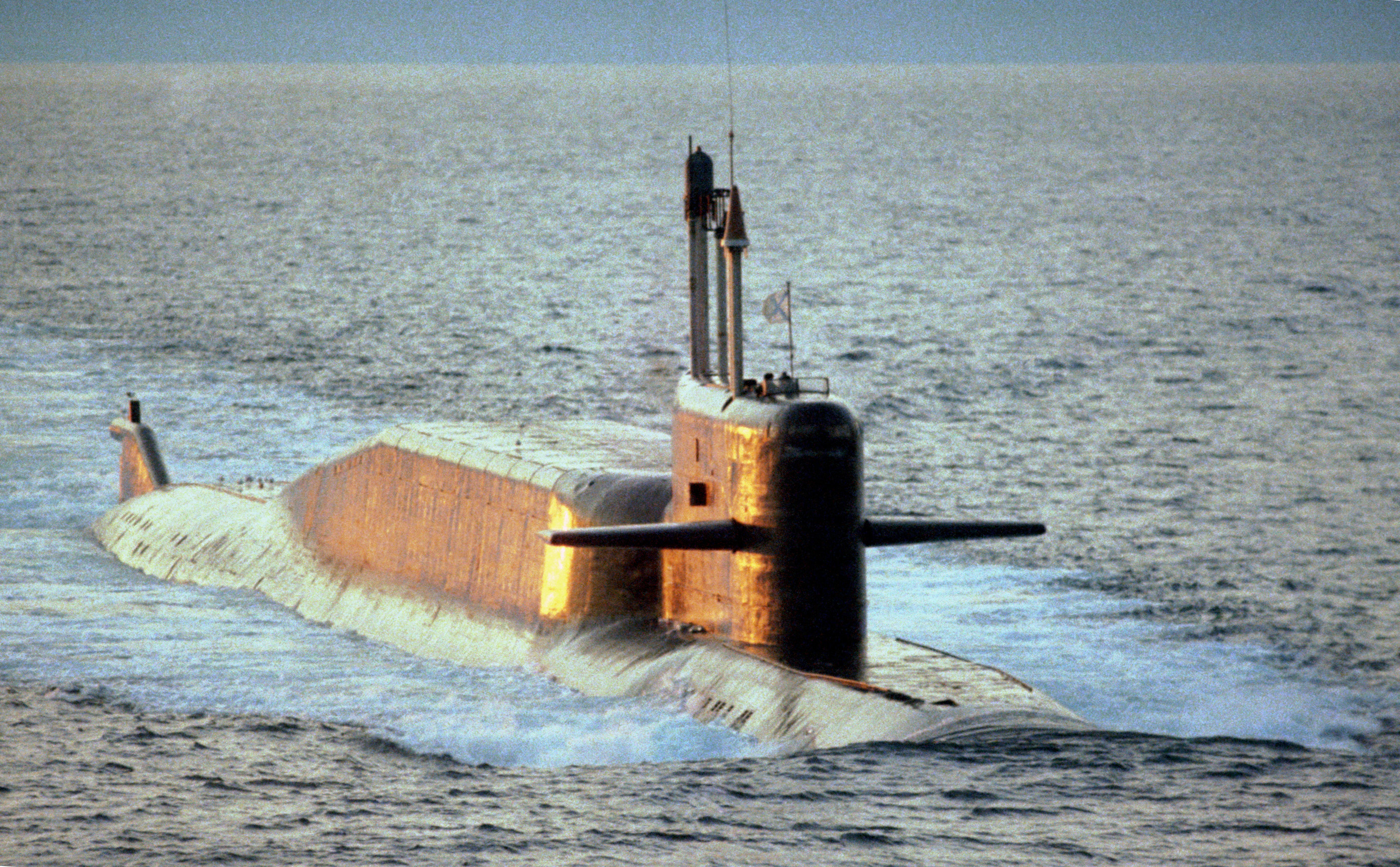
проект 667БДРМ «Дельфин»

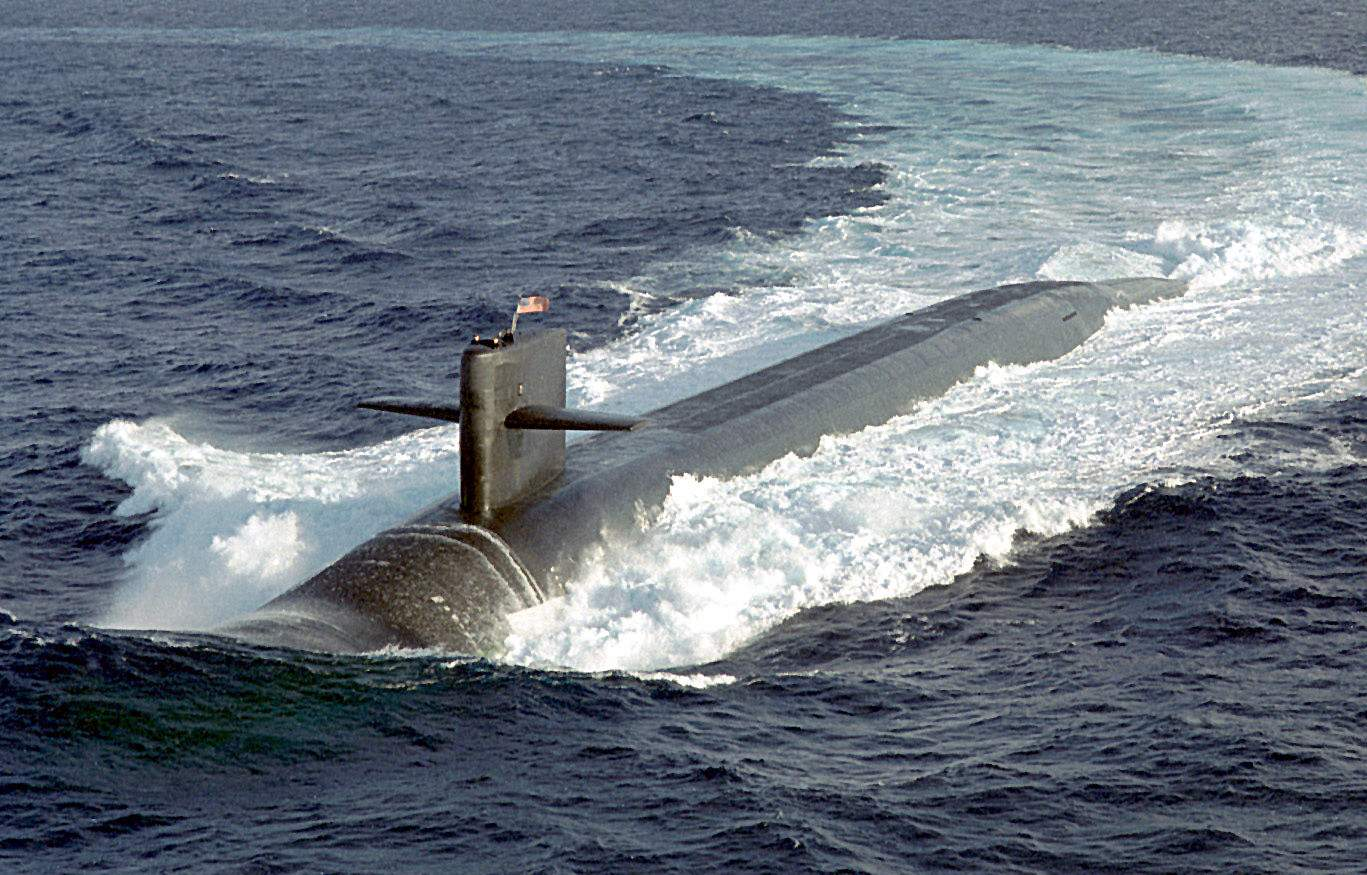
тип «Огайо»

После принятия в боевой состав ВМФ СССР подводных лодок стратегического назначения типа «Акула» США согласились с подписанием предложенного им договора ОСВ-2, также США выделили средства по программе «Совместного уменьшения угрозы» на утилизацию половины «Акул» с одновременным продлением срока службы их американских «ровесниц» до 2023—2026 годов.
3—4 декабря 1997 года в Баренцевом море при утилизации ракет по договору СНВ-I методом отстрела с борта АПЛ «Акула» произошёл инцидент. В то время, как с борта российского судна за отстрелом наблюдала делегация США, многоцелевая АПЛ типа «Лос-Анджелес» совершала манёвры около АПЛ «Акула», приближаясь на расстояние до 4 км. Лодка ВМС США покинула район стрельб после предупредительного подрыва двух глубинных бомб.

Начальник оперативного Управления Северного флота В. Лебедько в 1982 году после перехода на ТК-208 так охарактеризовал «Акулу»: 
Если эту лодку выставить в Москве где-нибудь рядом с Царь-Пушкой, то, смотря на неё, человечество осознанно и добровольно навсегда откажется вести какие-либо войны.
Цитата из новостного выпуска ЦКБ МТ «Рубин» по случаю 25-летия вступления в строй первого тяжёлого крейсера:

ПЛ пр. 941 в сравнении с подводными лодками времён Второй мировой

Вступление в строй ВМФ СССР тяжёлых атомных подводных крейсеров стратегического назначения во многом предопределило завершение мирового политического противостояния и прекращение холодной войны на море.
|                                         | 941 «Акула»     | «Огайо»         | 667БДРМ «Дельфин» | «Вэнгард»       | «Триумфан»      | 955 «Борей»      |
| --------------------------------------- | --------------- | --------------- | ----------------- | --------------- | --------------- | ---------------- |
| Внешний вид                             |                 |                 |                   |                 |                 |                  |
| Годы постройки                          | 1976—1989       | 1976—1997       | 1981—1992         | 1986—2001       | 1989—2009       | 1996—2031 (план) |
| Годы службы                             | 1981—2013       | 1981—н.в.       | 1984—н.в.         | 1993—н.в.       | 1997—н.в.       | 2013—н.в.        |
| Построено                               | 6               | 18              | 7                 | 4               | 4               | 8                |
| Водоизмещение (т) надводное / подводное | 23 200 / 48 000 | 16 746 / 18 750 | 11 740 / 18 200   | 15 130 / 15 900 | 12 640 / 14 335 | 14 720 / 24 000  |
| Число ракет                             | 20 Р-39         | 24 Трайдент II  | 16 Р-29РМУ2       | 16 Трайдент II  | 16 М51.2        | 16 «Булава»      |
| Забрасываемый вес (кг)                  | 2550            | 2800 — ?        | 2800 — ?          | 2800 — ?        | ?               | 1150             |
| дальность (км)                          | 9300            | 7400 — 11300    | 8300 — 11547      | 7400 — 11300    | 10000           | 9300             |

## Представители
Первая лодка этого типа, ТК-208, была заложена на предприятии «Севмаш» в июне 1976 года и вступила в строй в декабре 1981 года, на полтора месяца позже головной ПЛАРБ ВМС США типа «Огайо».
Первоначально планировалось построить 10 лодок этого проекта, однако по договору ОСВ-1, и из-за ряда финансовых и политических проблем, серию ограничили шестью кораблями. Для седьмого корабля серии — ТК-210, изготавливались корпусные конструкции, но в 1988 году строительство было отменено, в 1990 году корабль был утилизирован.
Все шесть построенных ТРПКСН входили в состав 18-й дивизии подводных лодок Северного флота и базировались в Западной Лице (губа Нерпичья) в 45 км от границы с Норвегией.
| Название                 | Зав. № | Закладка                | Спуск на воду           | Ввод в строй            | Текущий статус |
| ------------------------ | ------ | ----------------------- | ----------------------- | ----------------------- | --- |
| ТК-208 «Дмитрий Донской» | 711    | 17.06.1976              | 29.09.1980              | 29.12.1981 14.12.1982   | Модернизирован по проекту 09412 в опытовый корабль, в 2004-2010 годах использовался для испытаний баллистической ракеты Р-30 «Булава». 6 февраля 2023 года выведена из состава флота. С 2025 года готовится стать музейным кораблём в Санкт-Петербурге |
| ТК-202                   | 712    | 22.04.1978 (01.10.1980) | 23.09.1982 (24.06.1982) | 28.12.1983              | В 2005 году разделан на металл при финансовой поддержке США. |
| ТК-12                    | 713    | 19.04.1980              | 17.12.1983              | 26.12.1984 15.01.1985   | В 1998 году исключён из состава ВМФ. 26.07.2005 доставлен в Северодвинск для утилизации в рамках российско-американской программы «Совместного уменьшения угрозы». Утилизирован.                                                                       |
| ТК-13                    | 724    | 23.02.1982 (05.01.1984) | 30.04.1985              | 26.12.1985 (30.12.1985) | 15.06.2007 американской стороной подписан контракт на утилизацию. 3 июля 2008 года в док-камере на «Звёздочке» была начата утилизация. В 2009 году разделан на металл.                                                                                 |
| ТК-17 «Архангельск»      | 725    | 24.02.1985              | 08.1986                 | 06.11.1987              | Из-за отсутствия боекомплекта в 2006 году выведен в резерв. Выведен из состава флота. Утилизация начнётся после 2020 года. |
| ТК-20 «Северсталь»       | 727    | 06.01.1987              | 07.1988                 | 04.09.1989              | Из-за отсутствия боекомплекта в 2004 году выведен в резерв. Выведен из состава флота. Утилизация начнётся после 2020 года. |
| ТК-210                   | 728    | -                       | -                       | -                       | Не закладывался. Готовились корпусные конструкции. Разобраны в 1990 году. |

## Утилизация
В соответствии с договором об ограничении стратегических вооружений ОСВ-2, а также ввиду отсутствия средств на поддержание лодок в боеспособном состоянии (на один тяжёлый крейсер — 300 млн рублей в год, на 667БДРМ — 180 млн руб) и в связи с прекращением производства ракет Р-39, являющихся основным вооружением «Акул», было принято решение утилизировать три из шести построенных кораблей проекта, а седьмой корабль, ТК-210, не достраивать вовсе. В качестве одного из вариантов мирного применения этих гигантских субмарин рассматривалось переоборудование их в подводные транспорты для снабжения Норильска или в танкеры, однако эти проекты реализованы не были.
Процесс утилизации проходил следующим образом: из двух реакторов выгружалось отработавшее ядерное топливо, затем демонтировалось оборудование. После этого лодка переводилась в сухой док, где из неё, вместе со смежными, вырезались объединённые в блок реакторные отсеки, которые затем герметизировались. После этого они спускались на воду и переводились в пункт длительного хранения в губе Сайда в Мурманской области. Водоизмещение блока — более 8000 тонн, для транспортировки он оборудовался буксирными и аварийными устройствами, а также сигнальными огнями.
Стоимость утилизации одного крейсера составляла около $10 млн, из них $2 млн выделялось из бюджета России, остальное — средства, предоставленные США и Канадой.

### ТК-202

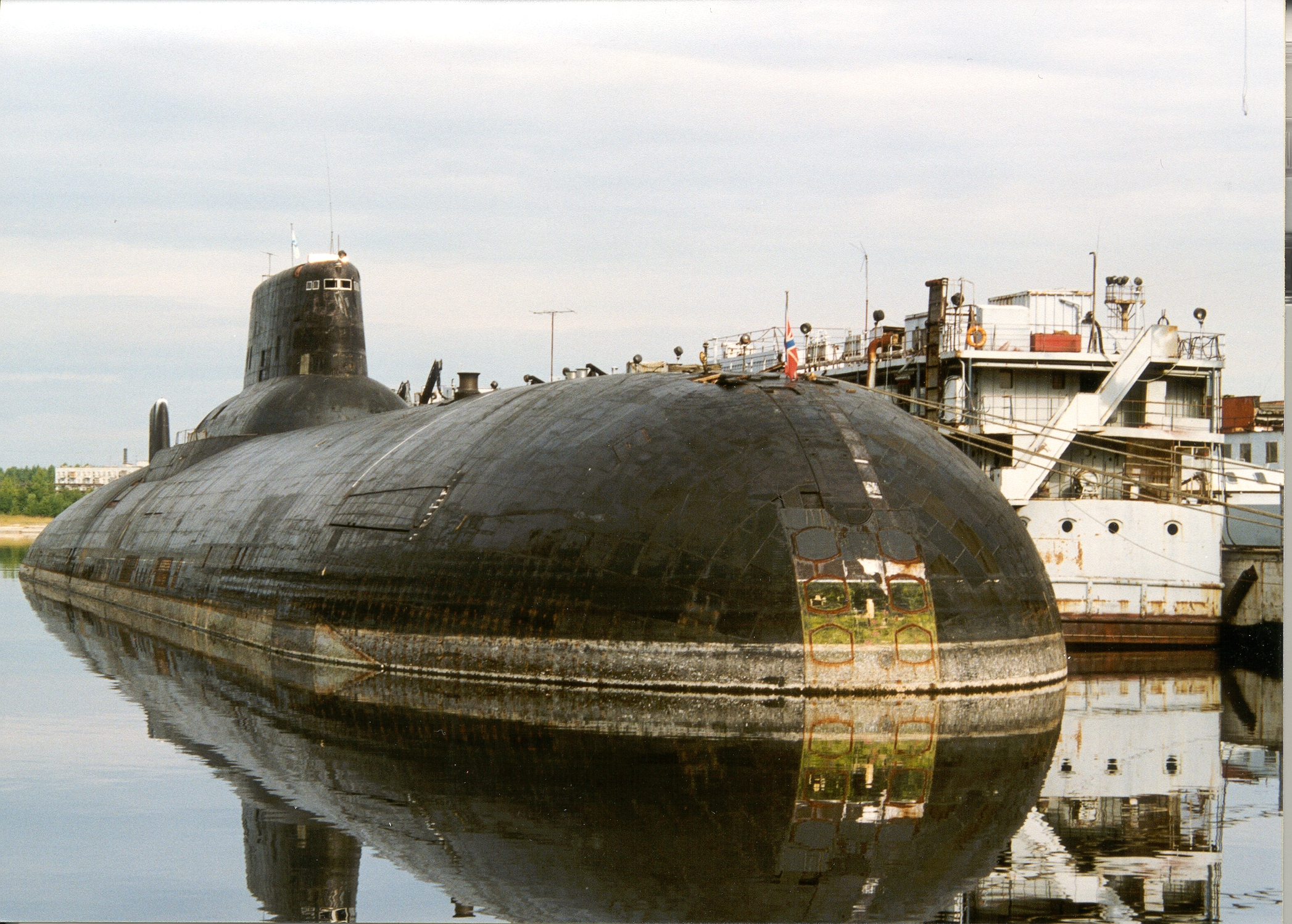
ТК-202 в 1998 году, перед утилизацией

В 1996 году крейсер выведен из боевого состава ВМФ в резерв, в 1997 году планировалась перегрузка активных зон реакторов. В 1999 году отправлен в Северодвинск на утилизацию. В 2003 году выгружено отработавшее ядерное топливо. Трехмесячная выгрузка стала «горячим испытанием» для нового комплекса береговой базы выгрузки завода «Звёздочка». Ранее подобные операции проводили военные, и топливо с АПЛ сначала попадало на плавтехбазу класса «Малина». В 2005 году — разрезан корпус и спущен на воду реакторный блок.
2 августа 2007 года реакторный блок двумя буксирами: «Евгений Егоров» и «Константин Коробцов» — был отправлен в пункт длительного хранения, расположенный в губе Сайда.

### ТК-12
В 1997 году корабль был исключён из состава ВМФ. В ноябре 2001 года исключёному из состава ВМФ крейсеру планировалось присвоить имя «Симбирск», планировалось взятие шефства администрацией города Ульяновска. В 2004 году с министерством обороны США заключён контракт на утилизацию ТК-12.
13 июля 2005 года корабль был доставлен в Северодвинск для утилизации в рамках российско-американской программы «Совместное уменьшение угрозы», предусматривающей содействие странам бывшего СССР в уничтожении оружия массового поражения по договору СНВ-I и также известной как «инициатива Нанна — Лугара».
В Северодвинске 23 августа состоялась официальная передача гражданскому экипажу Севмаша. Для выгрузки отработавшего топлива были восстановлены системы живучести корабля.
В апреле 2006 года начата, а 23 июня того же года успешно завершена выгрузка отработавшего ядерного топлива из обоих реакторов.
21 ноября 2006 года корабль был заведён в док-камеру ФГУАП «Звёздочка» для окончательной разделки.
30 августа 2007 года на судоверфи «Звёздочка», во время работ по разрезке корпуса в носовой части, произошло возгорание изоляции. По словам представителя пресс-службы: площадь возгорания составила 15 м². На тушение потребовалось 6 минут. Люди и техника не пострадали. Последствия происшествия были устранены в течение получаса. Возникновение было связано с технологическими особенностями: разделка ведётся огненной резкой, а полная очистка от изоляционных материалов в труднодоступных местах «нереальна».

### ТК-13
В 1997 году крейсер выведен из боевого состава ВМФ в резерв, в 1998 году исключён из состава ВМФ.
15 июня 2007 года подписан контракт на утилизацию на ФГУП «Звёздочка». 21 июля 2007 года крейсер прибыл на завод для утилизации.
4 июля 2008 года поставлен в док-камеру завода «Звёздочка» для утилизации. Утилизация проведена в рамках программы Глобального партнёрства, на средства США и Канады.

## Современный статус
По состоянию на 2022 год из 6 построенных при СССР кораблей 3 корабля проекта 941 утилизированы, 2 корабля выведены из состава флота и находятся в резерве без боекомплекта, статус головного корабля, ТК-208 «Дмитрий Донской», остававшегося в строю для проведения испытаний новых вооружений, не определён. По сообщениям одних СМИ он выведен из состава флота в июле 2022 года. Название «Дмитрий Донской» получила строящаяся подводная лодка проекта 955А «Борей-А». По другим данным, ТК-208 остался в боевом составе ВМФ России, и решение по его дальнейшей судьбе должно было быть принято в конце 2022 года.
В связи с хроническим отсутствием финансирования, в 1990-е годы планировался вывод из строя всех единиц, однако, с появлением финансовых возможностей и пересмотром военной доктрины оставшиеся корабли (ТК-17 «Архангельск» и ТК-20 «Северсталь») прошли поддерживающий ремонт в 1999—2002 годах. ТК-208 «Дмитрий Донской» прошёл капитальный ремонт и модернизацию по проекту 941УМ в 1990—2002 годах и с декабря 2003 года используется в рамках программы испытаний новейшей российской БРПЛ «Булава». При испытании «Булавы» было принято решение отказаться от ранее используемой процедуры испытаний:
1. броски с погружаемого стенда в Балаклаве,
2. броски со специально переоборудованной опытной подводной лодки
3. на следующем этапе — серия пусков с наземного стенда
4. только после успешных пусков с наземного стенда ракета допускалась до лётных испытаний с подводной лодки — её штатного носителя

Для бросковых и пусковых испытаний использовался модернизированный ТК-208 «Дмитрий Донской». Генеральный конструктор С. Н. Ковалёв так объяснял принятое решение: 
Сегодня Балаклавы у нас уже нет. Опытную подводную лодку строить дорого. Наземный стенд под Северодвинском не в лучшем состоянии. И под новый ракетный комплекс его надо приспосабливать, отстраивать заново. Поэтому с нашей подачи было принято довольно смелое – с точки зрения конструкторов – оправданное решение: все испытания баллистической ракеты (БР) «Булава» проводить с переоборудованной головной подводной лодки проекта 941У «Тайфун».
18-я дивизия подводных лодок, в которую входили все «Акулы», была сокращена. По состоянию на февраль 2008 года в её состав входили, находящиеся в резерве после выработки рабочего ресурса ракет «главного калибра», ТК-17 «Архангельск» (последнее боевое дежурство — с октября 2004 года по январь 2005 года) и ТК-20 «Северсталь» (последнее боевое дежурство — 2002 год), а также переоборудованный под «Булаву» ТК-208 «Дмитрий Донской». ТК-17 «Архангельск» и ТК-20 «Северсталь» более трёх лет находились в ожидании решения на утилизацию или перевооружение на новые БРПЛ, пока в августе 2007 года главком ВМФ адмирал флота В. В. Масорин не сообщил, что до 2015 года не предусматривается модернизация АПЛ «Акула» под ракетный комплекс «Булава-М».
7 мая 2010 года главнокомандующий ВМФ Владимир Высоцкий заявил, что две атомные подлодки проекта «Акула» будут находиться в составе российского военно-морского флота до 2019 года в боевом состоянии. В то же время пока ещё не принято решение о судьбе подводных лодок, в частности, не решен вопрос о сроках возможной модернизации. Однако модернизационные возможности у подводных лодок этого типа очень большие — отметил Высоцкий. Рассматривался, в частности, вариант переоборудования их для размещения крылатых ракет по аналогии с перевооружением ВМС США подводных лодок типа «Огайо».
28 сентября 2011 года было опубликовано заявление Министерства обороны Российской Федерации, в соответствии с которым, «Акулы», как не укладывающиеся в договорные лимиты СНВ-3 и избыточно дорогие в сравнении с новыми ракетоносцами класса «Борей», планируется списать и разделать на металл до 2014 года. Варианты переоборудования трёх оставшихся кораблей в транспортные подлодки по проекту ЦКБМТ «Рубин» или подлодки-арсеналы крылатых ракет отвергнуты по причине чрезмерной дороговизны работ и эксплуатации.
На совещании в Северодвинске вице-премьер России Дмитрий Рогозин сообщил что Россия решила временно отказаться от утилизации стратегических АПЛ третьего поколения, находящихся сейчас на вооружении ВМФ. В результате срок годности лодок продлится до 30-35 лет вместо нынешних 25. Модернизация затронет стратегические АПЛ типа «Акула», где каждые 7 лет будет меняться электронная начинка и вооружение.
В марте 2012 года появилась информация из источников Министерства обороны РФ, что стратегические атомные подводные лодки проекта 941 «Акула» не будут модернизировать по финансовым соображениям. По словам источника, глубокая модернизация одной «Акулы» сопоставима по стоимости со строительством двух новых подводных лодок проекта 955 «Борей». Подводные крейсера ТК-17 «Архангельск» и ТК-20 «Северсталь» не будут модернизироваться в свете недавно принятого решения, ТК-208 «Дмитрий Донской» продолжит применяться в качестве испытательной платформы для систем вооружения и гидроакустических комплексов до 2019 года
В июне 2016 года было объявлено, что срок эксплуатации «Дмитрия Донского» в составе ВМФ продлён до 2020 года. В январе 2018 года было принято окончательное решение об утилизации «Архангельска» и «Северстали» после 2020 года. В июне 2019 года бывший первый заместитель начальника главного штаба Военно-морского флота вице-адмирал Олег Бурцев сообщил прессе, что утилизация отменена. Вместо этого корабли отремонтируют, переоборудуют и дооснастят 200 шт. крылатых ракет. Достоверность этой информации на официальном уровне не подтверждалась.
В январе 2020 года две подлодки ТК-17 и ТК-20 находятся в городе Северодвинск на отстое в ожидании определения дальнейшей участи. 6 февраля 2023 года ТК-208 выведен из состава флота. В марте 2025 года было озвучено решение сделать ТК-208 музейным кораблём и установить его в Санкт-Петербурге.

### Фото и видео
- документальный фильм «Русская „Акула“» / Виталий Федько, Людмила Лазарук. Производство Корона-фильм, 2002
- Видео, sonicbomb.com (недоступная ссылка)
- Тяжелый ракетный подводный крейсер стратегического назначения проекта 941 «Акула». Фотографии, milrus.com
- Проект 941. Фотографии, legion.wplus.net
- 69°26′02″ с. ш. 32°21′16″ в. д.HGЯO — изображение корабля из космоса на GoogleEarth.